# Speyside Way
 (avril 2016).
Le sentier de grande randonnée de la Speyside Way suit le cours de la Spey, le deuxième plus long fleuve d'Écosse réputé pour ses sites de pêche au saumon. Il fait partie des Great Trails.
Ce sentier de près de 110 kilomètres traverse des paysages très différents, tel que la côte du Moray Firth, ou plus dans les terres, le parc national de Cairngorms. Le sentier, ouvert depuis 1981, a été construit en partie sur le tracé d'une ancienne voie ferrée datant du XIXe siècle, la Strathspey Railway. Ainsi, de nombreuses gares ponctuent le chemin de la randonnée.

## Trajet
Cette randonnée peut durer entre 5 et 8 jours, et suit approximativement le tracé de la Spey. Elle se décompose en différentes étapes :
1. de Buckie à Fochabers : 17,5 km, soit 4 heures
2. de Fochabers à Craigellachie : 20 km, entre 4 et 5 heures
3. de Craigellachie à Ballindalloch : 19,5 km, entre  4 et 5 heures
4. de Ballindalloch à Grantown-on-Spey : 23,5 km, entre 5 et 6 heures
5. de Grantown-on-Spey à Boat of Garten : 17,5 km, 4 heures
6. de Boat of Garten à Aviemore : 10,5 km, 2 heures et demie.

Cependant, il existe des alternatives au trajet classique, une nouvelle section qui vient d'ouvrir en 2015, allant de Aviemore à Kincraig, 10 km plus au sud du terminus. Il y a aussi le Tomintoul Spur, allant de Ballindalloch à Tomintoul, plus à l'Est. À noter que cette section faisant près de 25 km de long et 850 m de dénivelé positif, demande une meilleure condition physique que pour le reste du sentier.

## Particularités
Ce sentier est aussi surnommé Whisky Trail (piste du Whisky) puisqu'il croise la route de nombreuses distilleries, dont celles de Glenlivet et de Glenfiddich, ouvertes au public. Ceci vient du fait que le sentier traverse la région de la Speyside, réputée pour concentrer le plus grand nombre de distilleries au monde (environ deux tiers des distilleries écossaises). La présence de nombreux cours d'eau et le climat tempéré en font une région naturellement fertile, idéale pour la culture de l'orge et donc la production de whisky.

## Livres sur la Speyside Way
- Jacquetta Megarry et Jim Starchan, The Speyside Way, Rucksack Readers, 2007